# Michele Baranowicz
Michele Baranowicz, pol. Michał Baranowicz (ur. 5 sierpnia 1989 w Mondovì) – włoski siatkarz polskiego pochodzenia, grający na pozycji rozgrywającego. Jego ojciec Wojciech, również był siatkarzem. W sezonie 2010/2011 był zawodnikiem Asseco Resovii Rzeszów. Był kapitanem młodzieżowej kadry Włoch, a w sezonie reprezentacyjnym 2009/2010 został powołany do pierwszej reprezentacji. Posiada podwójne obywatelstwo: polskie i włoskie.

## Przebieg kariery
| 2005/2006                 | Bre Banca Lannutti Cuneo             |
| 2006/2007                 | Bre Banca Lannutti Cuneo             |
| 2007/2008                 | Bre Banca Lannutti Cuneo             |
| 2008/2009                 | Samgas Crema                         |
| 2009/2010                 | Samgas Crema                         |
| 2010/2011                 | Asseco Resovia Rzeszów               |
| 2011/2012                 | Bre Banca Lannutti Cuneo             |
| 2012/2013                 | Casa Modena                          |
| 2013/2014                 | Cucine Lube Banca Marche Macerata    |
| 2014/2015                 | Cucine Lube Banca Marche Macerata    |
| 2015/2016                 | Calzedonia Werona                    |
| 2016/2017                 | Calzedonia Werona                    |
| 2017/2018                 | Wixo LPR Piacenza                    |
| 2018/2019                 | Halkbank Ankara                      |
| 2019/2020                 | Tonno Callipo Calabria Vibo Valentia |
| 2020/2021 (od 15.10.2020) | Gas Sales Bluenergy Piacenza         |
| 2021/2022                 | Top Volley Cisterna                  |
| 2022/2023                 | Top Volley Cisterna                  |
| 2023/2024 (do 19.11.2023) | Chebyr Pazardżik                     |
| 2023/2024 (od 20.11.2023) | Top Volley Cisterna                  |
| 2024/2025                 | Top Volley Cisterna                  |
| 2025/2026                 | Puliservice Acqua San Bernardo Cuneo |

## Sukcesy klubowe
Puchar Włoch:
- 2006

Liga włoska:
- 2014
- 2007, 2008, 2012

Liga polska:
- 2011

Superpuchar Włoch:
- 2014

Puchar Challenge:
- 2016

Superpuchar Turcji:
- 2018

## Sukcesy reprezentacyjne
Puchar Wielkich Mistrzów:
- 2013

Liga Światowa:
- 2014